# Église de Kajaani
L'église de Kajaani (en finnois : Kajaanin kirkko) est une église luthérienne située à Kajaani en Finlande. 

## Architecture

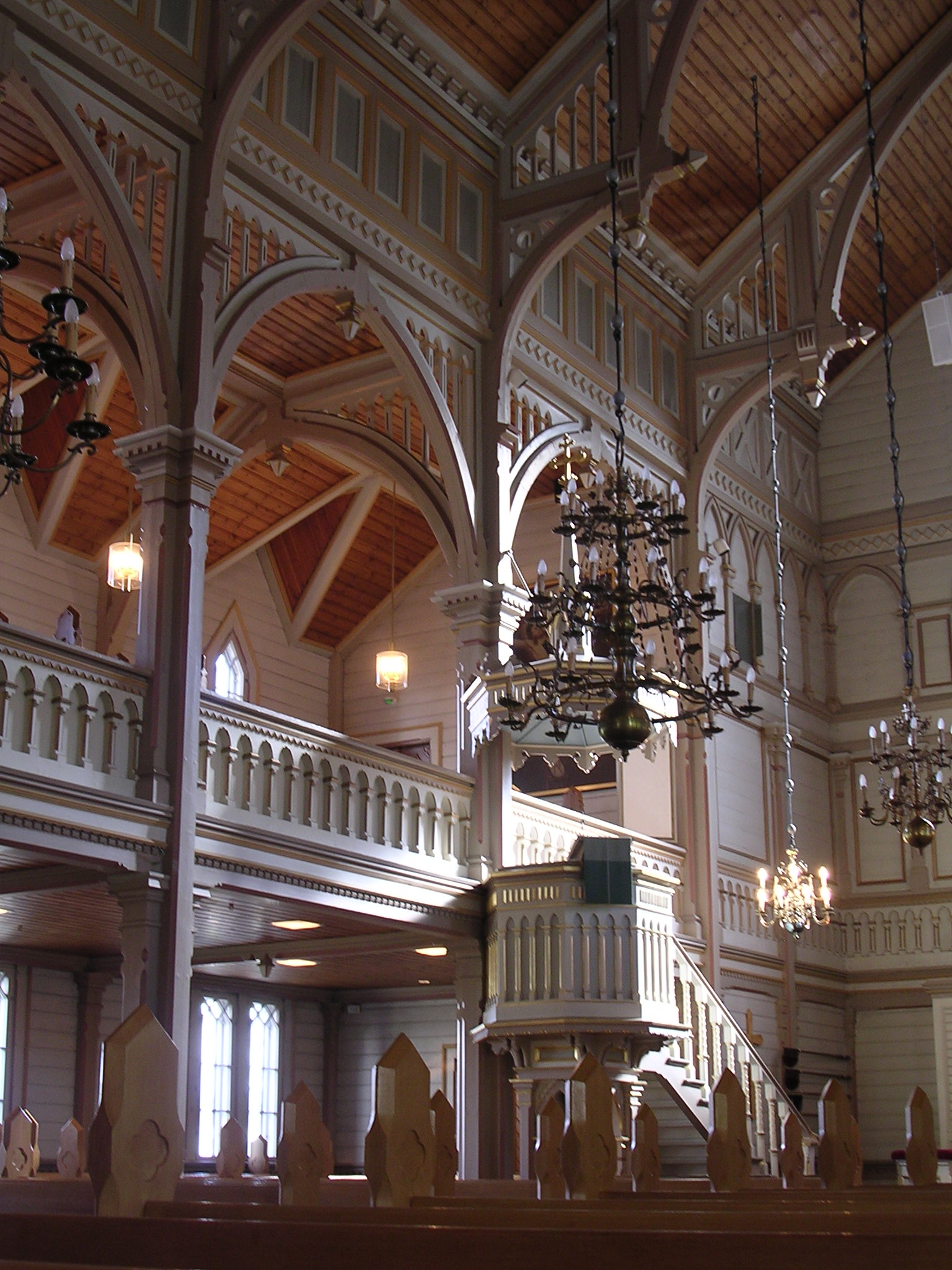
Vue intérieure de l'église.